# Конрад Целльнер фон Ротенштайн
Конрад Целльнер фон Ротенштайн (нім. Konrad Zöllner von Rotenstein) — 23-й великий магістр Тевтонського ордена з 1382 по 1390 рік.

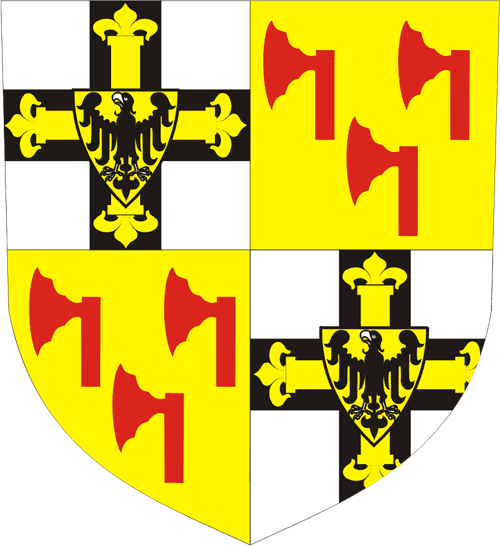
Герб великого магістра Конрада Целльнера фон Ротенштайна

Походив з лицарського роду Целльнер фон Ротенштайн з Франконії. Час вступу в Тевтонський орден невідомий. З 1353року — прокуратор Прейсіш-Марки, пізніше помічник комтура Христбурга, з 1368 року — комтур Данціга, з 1372 року — Великий госпітальєр ордену та комтур Христбурга.
Незважаючи на те, що Конрад фон Ротенштайн не мав великого військового, політичного та адміністративного досвіду, після смерті Вінріха фон Кніпроде обраний Великим магістром ордену.
Головну увагу приділяв господарському розвитку ордену. Військові операції проти ВКЛ довіряв маршалу (пізніше Великому комтуру) Конраду фон Валленроде. У 1382 році орден захопив Жемайтію та домігся обіцянки Великого князя Литовського Ягайла прийняти хрещення від хрестоносців. Однак Ягайло внаслідок укладення Кревської унії у 1385 році став польським королем та охрестив язичницьку Литву за допомогою Польщі. Польське посольство просило Конрада фон Ротенштайна стати хресним батьком Ягайла, але це прохання було відхилене.
Внаслідок укладення унії орден втратив ідеологічні підстави для свого існування в Прибалтиці та отримав сильного військового суперника. Орден став розпускати по Європі чутки, що хрещення Ягайла та Литви несправжнє, підтримував князя Вітовта, який виступав проти Ягайла.
Конрад фон Ротенштайн провів адміністративну реформу ордену, підтримував колонізацію малозаселених земель, а також домігся у папи римського згоди на відкриття університету у Кульмі.
Помер 20 серпня 1390 року у Христбурзі та був похований в усипальниці великих магістрів в Марієнбурзі.